# Orde van de Heilige Jozef

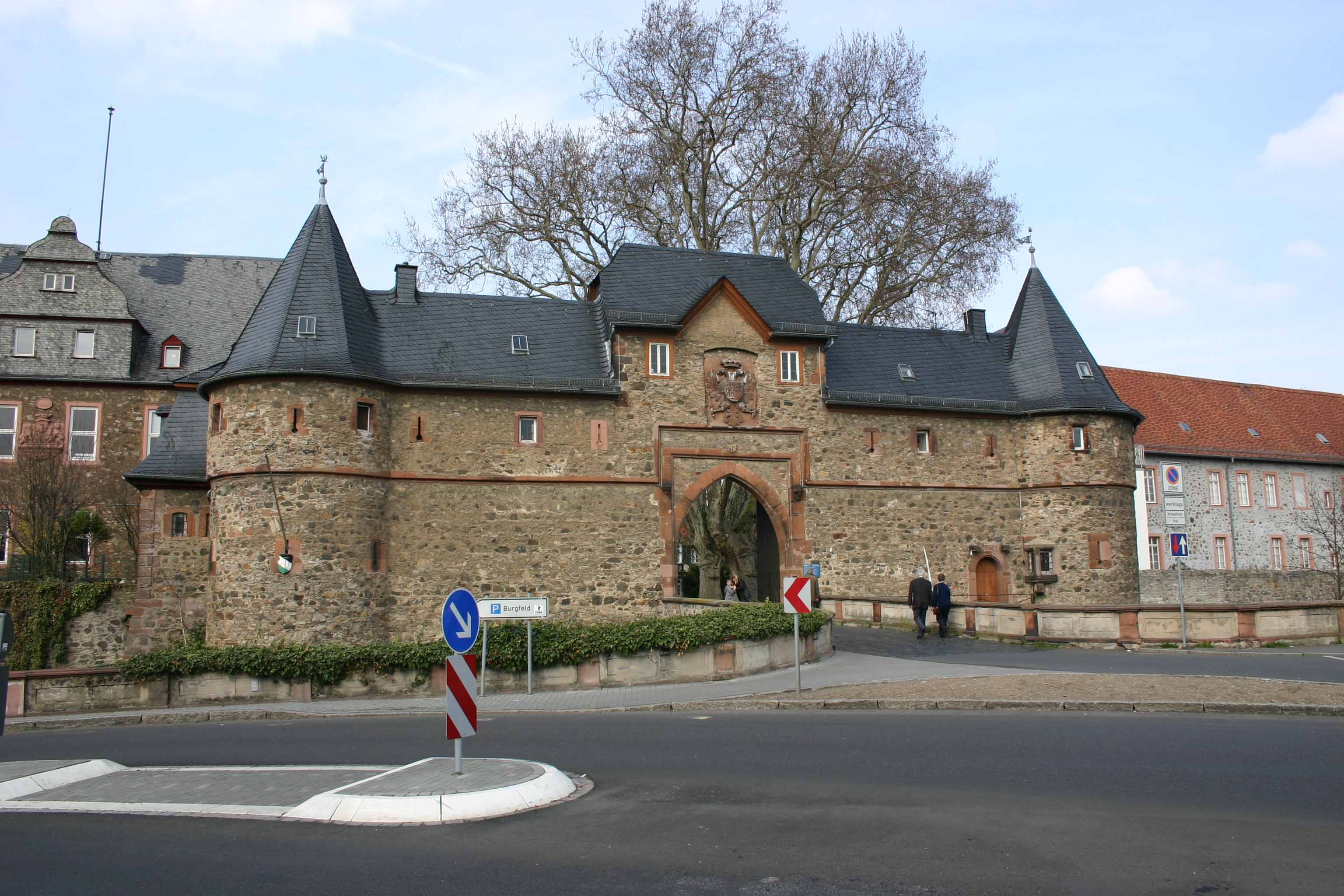
De rijksadelaar boven een van de poorten van de burcht in Friedberg

De Orde van de Heilige Jozef was een gezelschap of ridderorde in het Heilige Roomse Rijk van de Duitse Natie. De Orde was in 1768 door keizer Jozef II ingesteld en hield verband met de rijksburcht Friedberg. Deze vesting was bezit van het keizerrijk.
De keizer was grootmeester, de burggraaf van de burcht Grootprior, de bouwmeester en een aantal van de 100 adellijke officieren uit de omgeving, door Johann Georg Krünitz "Regiments-Burgmanne" genoemd, was commandeur terwijl de meesten van de gewone "Burgmanne" ridder in deze Orde waren.

## Ereteken
Het ereteken is een gouden achtpuntig kruis met witte rand, daarop zijn de Duitse dubbele rijksadelaar en daarboven de kroon van het Duitse Rijk afgebeeld. Op het blauwe vlak rond de adelaar staat de naam "Sint-Jozef" en het Latijnse motto "VIRTUTIS AVITÆ ÆMULI" wat "IN DEUGD GELIJK HUN VOORVADEREN" betekent. Op de blauwe met witte rand geëmailleerde keerzijde staat in gouden letters "IMPERATORIS AUSPICIIS LEGE IMPERII CONSERVAMUR" wat met "ONDER BESCHERMING DES KEIZERS BEWAREN WIJ DE WETTEN DES RIJKS" vertaald kan worden.
De burggraaf en de commandeurs droegen een uit zilverdraad geborduurde ster met daarop dit ordeteken op de linkerborst en ook een kleinood aan een breed lichtblauw lint met zwarte bies over de rechterschouder. De ridders droegen alleen een kleinood "en sautoir".